# الطريقة البصيرية
الطريقة البصيرية الدرقاوية الشاذلية طريقة صوفية مغربية، انطلقت من الصحراء المغربية منذ سنة 1700 م، ثم مرت من سوس سنة 1800 م، وبعد ذلك تم إنشاء مقرها الرئيسي بجماعة بني اعياط إقليم أزيلال في بداية 1900 م، وسط المملكة المغربية بين جبال الأطلس المتوسط والأطلس الكبير.

## شيوخ الطريقة
أسس الزاوية ببني اعياط الشيخ سيدي إبراهيم البصير (ت 1945 م)، سنة 1913 م.
يعتبر الشيخ مولاي إسماعيل بصير شيخ الطريقة ورئيس مؤسسة محمد بصير للأبحاث والدراسات.